# Richard Dumas (photographe)
Pour les articles homonymes, voir Richard Dumas et Dumas.
Richard Dumas est un photographe français, portraitiste de reportage,  né le 14 janvier 1961 à Paris.

## Biographie
Richard Dumas travaille régulièrement pour le quotidien français Le Monde, où il fait chaque semaine les photos pour la page des personnalités de la journaliste Josyane Savigneau. Ainsi, bien qu'il ne soit pas portraitiste de studio, on lui doit de nombreux portraits noir et blanc de personnalités. Il a notamment photographié Robert De Niro, Lou Reed, Kate Moss, Hulbert Selby Jr… 
Il a travaillé pour le quotidien français Libération (la page Portrait)
Ses travaux et sa proximité avec certaines personnalités l'ont notamment fait rencontrer et se lier d'amitié avec Alain Bashung.
Il est par ailleurs l'auteur de nombreuses pochettes de disques, notamment celles des albums Boire de Christophe Miossec, L'Imprudence de Bashung et Je Blesserai Personne de Pierpoljak
Richard Dumas est représenté par l'Agence VU et la Galerie VU.

## Expositions personnelles (choix)
- 2003 - Grands formats & Miles Davis Washing (video) Galerie VU', Paris
- 2004 - Maison de La photographie, Toulon
- 2005 - dix-huit ans, Galerie du Château d'Eau, Toulouse
- 2008 - Institut Lumière, Lyon

## Publications
- Portraits Imaginaires, Éditions Double Page, 1987
- Chet Baker in Europe, 1975-1988, Kiel, Nieswand, 1993, 171 p. (ISBN 3-926048-57-3)
- Suite (extraits), Éditions Lieux Dits, collection 24 images, 2003  (ISBN 2-914528-01-9)
- Dix-huit ans : exposition, Toulouse, le Château d'eau, 19 octobre-4 décembre 2005, le Château d'eau, 2005  (ISBN 2-913241-68-9)
- Soft Machines, photographies accompagnées d'un texte de Philippe Garnier, Filigranes Éditions, 2007  (ISBN 2-35046-103-3)

## Prix
1993 : John Kobal (en) Foundation Portrait Award, Zelta Cheatle Gallery, Londres (prix du Jury de la John Kobal Foundation).